# Hendrina Commelin
Hendrina Hermina Scholten-Commelin (Amsterdam, 1 maart 1843- aldaar, 24 november 1917) was een sociaal werkster en feministe.
Hendrina was enige dochter van Johannes Commelin (1807-1882) en Catharina Cornelia Ouwersloot (1819-1878). Ze huwde op 15 maart 1866 in Amsterdam met Casper Willem Reinhard Scholten (1839-1914). Het paar kreeg twee kinderen: Caspar Wilhelm Reinhard ("Willie") Commelin Scholten (1867-1893) en Johannes Scholten (1871-1872). Na het overlijden van hun oudste zoon richtte ze met haar man het Amsterdamse Phytopathologisch Laboratorium Willie Commelin Scholten (1894-2005) op te zijner nagedachtenis. Hendrina stamde af van plantkundige Casparus Commelin, stichter van de Hortus Botanicus Amsterdam en zijn neef Johannes Commelin.

## Huishoudschool

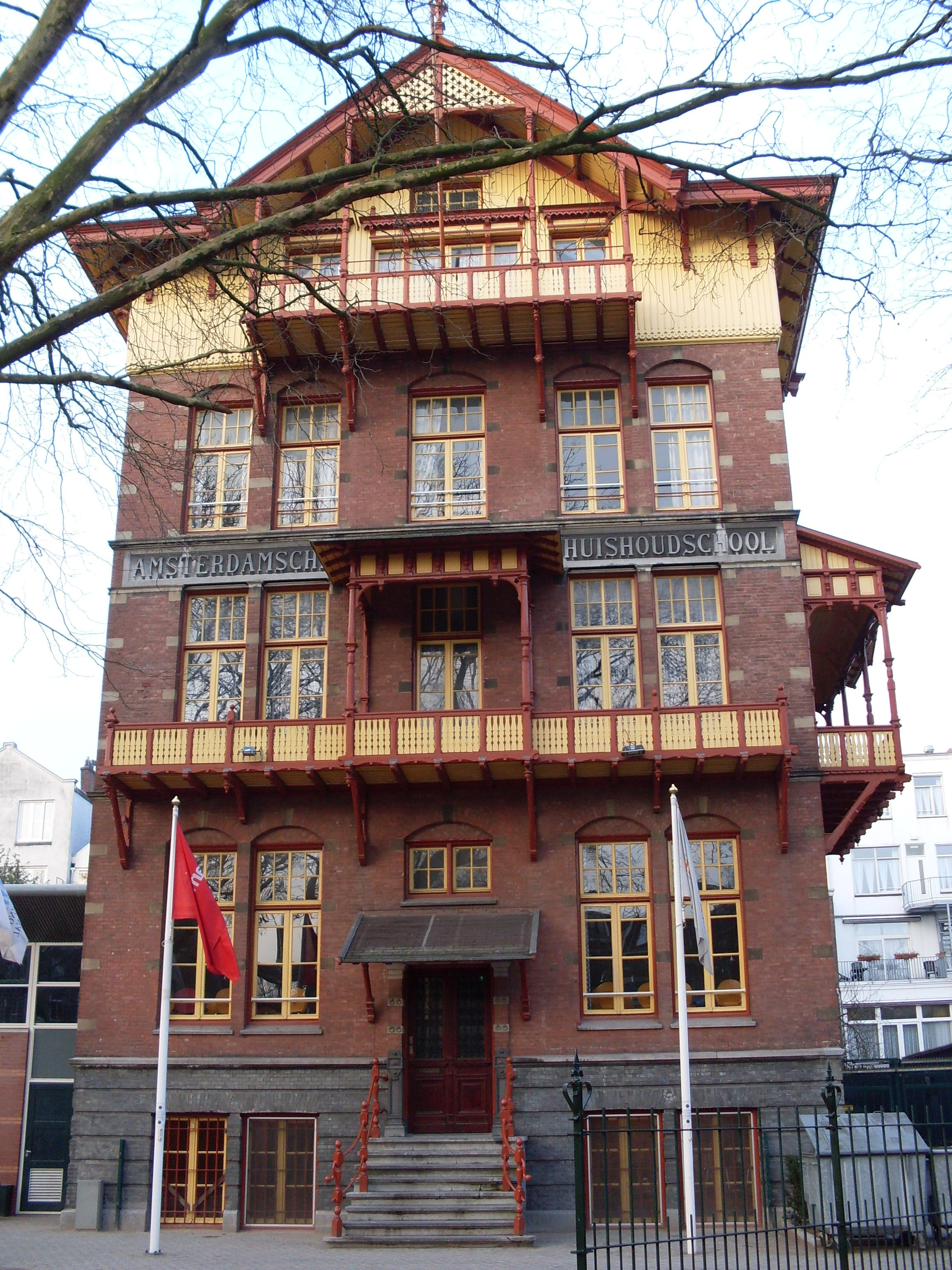
Amsterdamse Huishoudschool

Met Jeltje de Bosch Kemper richtte Hendrina in 1890 eerste eerste Amsterdamsche Huishoudschool op. deze was bedoeld voor aanstaande huisvrouwen maar ook voor de opleiding van hen die later professioneel in de huishouding of het huishoudonderwijs een plaats zouden vinden. Ter voorbereidinge bezochten daartoe reeds bestaande huishoudscholen in België en Engeland. De gestarte niet-gesubsidieerde school begon in een pand aan de Prinsengracht. Na enkele jaren kwam freule Jeltje aan het zandpad bij het Vondelpark wonen als achterbuurvrouw van Hendrina Scholten. Johannes Scholten kocht de grond tussen de beide woningen en schonk dat vervolgens aan het schoolbestuur van de huishoudschool. Op het stuk grond werd in 1894 een groot schoolgebouw gebouwd door architect werd C.B. Posthumus Meyjes (1858-1927). Deze school groeide sterk en werd in 1900 bezocht door koningin Wilhelmina met haar moeder, regentes Emma. In 1974 werd het gebouw verbouwd tot jeugdherberg.

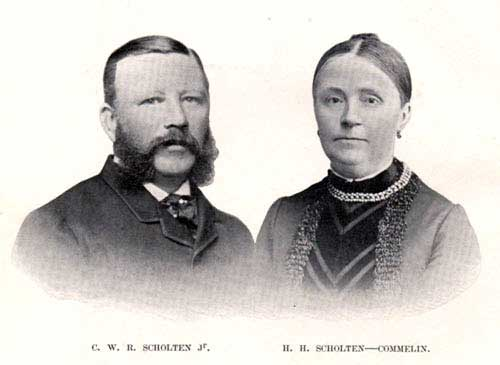
Echtpaar Scholten-Commelin

## Activiteiten
Hendrina behoorde in 1888 met Helene Mercier, Aletta Jacobs en Jeltje de Bosch Kemper tot het comité voor vervroegde winkelsluiting. Met haar echtgenoot stichtte ze het laboratorium voor plantenziektekunde, de vereeniging Huisverzorging, het Vrouwenleesmuseum en de volksbadhuizen. 

### Vrouwenrechten
In 1894 was ze oprichtster van de Vereeniging tot Verbetering van den Maatschappelijken en den Rechtstoestand der vrouw in Nederland, een belangenvereniging die zich inzette voor vrouwenrechten.

### Wereldtentoonstelling
Als secretaris maakte Hendrina in 1898 deel uit van het bestuur van de Vereeniging Nationale Tentoonstelling van Vrouwenarbeid. Het bestuur van de vereniging bestond verder uit drie leden van de Vrouwenbond Groningen (Cato Pekelharing-Doijer, Dientje Dull en Cateau Worp-Roland Holst), Cécile Goekoop-de Jong en Marie Jungius.